# باب ویلس
باب ویلس (انگلیسی: Bob Wills؛ ۶ مارس ۱۹۰۵ – ۱۳ مهٔ ۱۹۷۵) یک موسیقی‌دان اهل ایالات متحده آمریکا بود.